# Endromidae
Los endrómidos (Endromidae) son una familia de lepidópteros glosados del clado Ditrysia.

## Géneros
Se reconocen los siguientes:
- Andraca Walker, 1865
- Dalailama Staudinger, 1896
- Endromis Ochsenheimer, 1810
- Falcogona Zolotuhin, 2007
- Mirina Staudinger, 1892
- Mustilia Walker, 1865
- Mustilizans J.K. Yang, 1995
- Oberthueria Kirby, 1892
- Prismosticta Butler, 1880
- Prismostictoides Zolotuhin & T.T. Du, 2011
- Pseudandraca Miyata, 1970
- Sesquiluna Forbes, 1955